# Phó Oánh
Phó Oánh (sinh tháng 1 năm 1953 tại Hohhot, Nội Mông Cổ; người dân tộc Mông Cổ) là nữ thứ trưởng thứ hai Bộ Ngoại giao Cộng hòa Nhân dân Trung Hoa. Trước đó bà từng là đại sứ Trung Quốc tại Anh Quốc, từ tháng 2 năm 2007 đến 2009. Từ 2004 đến năm 2007 bà là Đại sứ Trung Quốc tại Úc. Bà cũng từng là người dẫn đầu phái đoàn Trung Quốc trong các cuộc đối thoại với Bắc Triều Tiên về vấn đề hạt nhân.
Gần đây, trong cuộc rước đuốc Thế vận hội mùa Hè 2008, bà cảnh báo rằng có thể xảy ra các phản ứng mãnh liệt từ Trung Quốc đối với phương Tây, bà tuyên bố rằng các cuộc biểu tình phản đối rước đuốc làm tổn hại hình ảnh của phương Tây trong người dân Trung Quốc. Bà đã nói rằng: "Nhiều người vốn có cái nhìn ảo tưởng về phương Tây đã rất thất vọng về vệc các phương tiện truyền thông cố gắng biến Trung Quốc thành ác quỷ". Ngày 11 tháng 7 năm 2011, Bà cũng kêu gọi Việt Nam và Philippines sử dụng biện pháp "ngoại giao khôn khéo" để giải quyết các căng thẳng trên Biển Đông đang xảy ra.

## Tiểu sử
Bà sinh ra tại Khu tự trị Nội Mông Cổ năm 1953. Bà đã tốt nghiệp Học viện Ngoại ngữ Bắc Kinh (北京外国语学院) chuyên ngành tiếng Anh, bà chọn ngoại ngữ thứ hai là tiếng Pháp và sau đó là tiếng România.
- 1978–1982 Tùy viên, Đại sứ quán Trung Quốc tại Romania
- 1982–1985 Tùy viên, Phòng Phiên dịch, Bộ Ngoại giao
- 1985–1986 Đại học Kent
- 1986–1990 Bí thứ thứ ba, Bí thứ thứ hai rồi Vụ Phó, Vụ Phiên dịch, Bộ Ngoại giao
- 1990–1992 Vụ phó rồi Bí thư thứ nhất, Vụ châu Á, Bộ Ngoại giao
- 1992–1993 Thành viên Cơ quan chuyển tiếp Liên Hợp Quốc tại Campuchia
- 1993–1997 Bí thư thứ nhất, Vụ trưởng rồi Tham tán, Vụ châu Á, Bộ Ngoại giao
- 1997–1998 Tham tán công sứ, Đại sứ quán Trung Quốc tại Indonesia
- 1998–2000 Đại sứ Trung Quốc tại Philippines
- 2000–2003 Vụ trưởng, Vụ châu Á, Bộ Ngoại giao
- 2003–2007 Đại sứ Trung Quốc tại Úc
- 2007–2010 Đại sứ Trung Quốc tại Anh Quốc
- 2010– Thứ trưởng Bộ Ngoại giao Trung Quốc

Bà đã kết hôn và có một con gái

## Nhận xét quốc tế
Trả lời câu hỏi của Hãng thông tấn Vương quốc Anh BBC ngày 30/5/2014, trước khi bà Phó Oánh đẫn đầu đoàn ngoại giao Bắc Kinh đến Đối thoại Shangri-la 2014 tại Singapore, trong khi tình hình biển Đông đang hết sức căng thẳng bởi việc Trung Quốc đặt dàn khoan 海洋Haiyang981 tại vùng đặc quyền kinh tế của Việt Nam, Giáo sư Carl Thayer, chuyên gia nổi tiếng về Biển Đông, từng công tác tại Học viện Quốc phòng Australia đã phát biểu:
"Cựu Thứ trưởng Ngoại giao Phó Oánh, Chủ tịch Ủy ban Đối ngoại Quốc hội Trung Quốc, là người nổi tiếng cứng rắn và có tài hùng biện."
"Tôi đã quan sát bà Phó phát biểu nhiều lần. Người phụ nữ nhỏ con này có thể sử dụng lời lẽ để đẩy văng bất cứ ai ra khỏi Trái Đất," giáo sư Thayer nói.